# Gvozden Flego

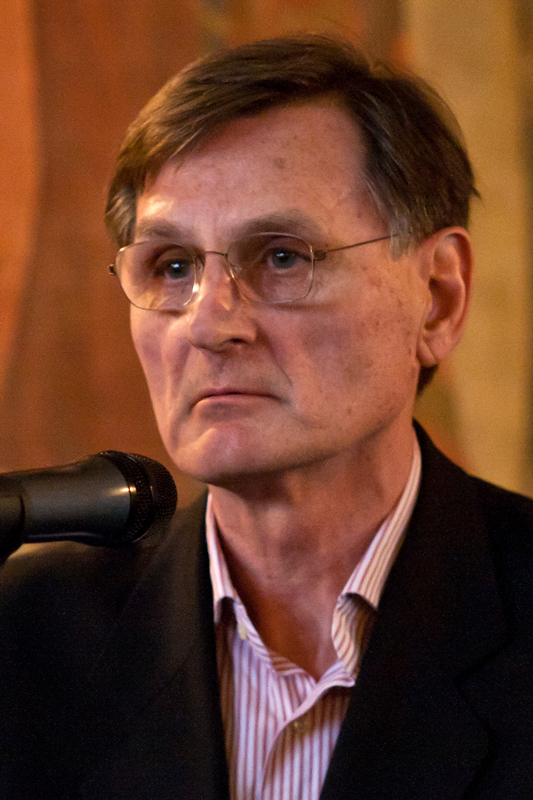
Gvozden Srećko Flego, 2013

Gvozden Srećko Flego (* 1. April 1946 in Zagreb) ist ein kroatischer Philosoph und Politiker.

## Leben
Er studierte Philosophie und Indologie und promovierte 1983 an der Universität Zagreb im Fach Philosophie (Thema: Fromms und Marcuses Auffassung der Entfremdung). Dort war er seit 1974 als Assistent, Dozent und außerordentlicher Professor tätig, 1997 bis 2002 leitete er den Lehrstuhl für politische und soziale Philosophie und philosophische Anthropologie. 1987/88 hatte er einen von der Alexander von Humboldt-Stiftung geförderten Forschungsaufenthalt an den Universitäten Frankfurt und Konstanz.
In den Jahren 2000 bis 2002 gehörte er dem Vorstand des Kroatischen Helsinki-Komitees an. Im zweiten Kabinett von Ivica Račan (30. Juli 2002 bis 23. Dezember 2003) war er Minister für Wissenschaft und Technologie. Ohne Mitglied einer Partei zu sein, engagiert er sich in Gremien der Socijaldemokratska Partija Hrvatske. Bei der Parlamentswahl am 25. November 2007 gewann er als Kandidat dieser Partei ein Mandat. Er war zwei Legislaturperioden lang, von Januar 2008 bis Dezember 2015, Mitglied des kroatischen Parlaments.

## Veröffentlichungen

### Als Herausgeber
- Bloch-Lukács-Symposium. 1985 in Dubrovnik, 1986, ISBN 3-88663-512-0
- Herbert Marcuse - Eros und Emanzipation. Marcuse-Symposion 1988 in Dubrovnik, 1989, ISBN 3-88663-521-X

### Als Übersetzer
- Erich Fromm: Anatomija ljudske destruktivnosti (dt. Originaltitel: Anatomie der menschlichen Destruktivität), 1984
- Erich Fromm: Imati ili biti? (dt. Originaltitel: Haben oder Sein), 2004, ISBN 953-203-186-3